# Honda RC112
La Honda RC112 est une moto fabriquée par la compagnie Honda.